# روهان براون
روهان براون (بالإنجليزية: Rohan Browne)‏ هو راقص أسترالي، ولد في 6 أغسطس 1982.